# Anisothecium rufipes
Anisothecium rufipes är en bladmossart som beskrevs av Per Karl Hjalmar Dusén 1903. Anisothecium rufipes ingår i släktet Anisothecium och familjen Dicranaceae. Inga underarter finns listade i Catalogue of Life.